# Cisticola ruficeps
Cisticola ruficeps là một loài chim trong họ Cisticolidae.